# Spanish Fort, Alabama
Spanish Fort är en stad (city) i Baldwin County, i delstaten Alabama, USA. Enligt United States Census Bureau har staden en folkmängd på 7 067 invånare (2011) och en landarea på 74,3 km².